# Baccio Aldobrandini
Baccio Aldobrandini (Firenze, 20 agosto 1613 – Roma, 21 gennaio 1665) è stato un cardinale italiano.

## Biografia
Nacque a Firenze il 20 agosto 1613 da Silvestro Aldobrandini e la sua prima moglie Fiammetta Arrighetti.
La famiglia si trasferì a Roma quando lui era ancora bambino e venne educato dal cardinale Ippolito Aldobrandini, nipote di papa Clemente VIII.
Papa Innocenzo X lo elevò al rango cardinalizio nel concistoro del 19 febbraio 1652; prima di allora aveva ricoperto gli uffici di cameriere segreto del papa, foriere maggiore e canonico di San Pietro in Vaticano.
Partecipò al conclave del 1655 che elesse Alessandro VII.
Morì il 21 gennaio 1665 a Roma, dove venne sepolto.